# Bamafélé
Bamafélé is een gemeente (commune) in de regio Kayes in Mali. De gemeente telt 16.200 inwoners (2009).